# Aron (Marvel Comics)
Aron, il più conosciuto come Aron l'Osservatore disonesto (Aron, the Rogue Watcher) è un personaggio dei fumetti creato da Steven Englehart (testi) e Al Milgrom (testi e disegni), pubblicato dalla Marvel Comics. La sua prima apparizione avviene in Captain Marvel (vol. 1) n. 39 (luglio 1975).
Insieme a Uatu, fa parte del gruppo degli Osservatori, una specie umana extraterrestre.

## Biografia del personaggio
Aron è originario della terra natale degli Osservatori, dove viveva insieme agli altri membri della sua razza. Egli ha osservato il Capitan Marvel (Mar-Vell) e Rick Jones mentre combattevano contro Mad-Eye, e poi ha assistito al processo di Uatu. In seguito è stato visto di nuovo al fianco di Uatu.
Aron ha deciso di tradire il giuramento degli Osservatori e di svolgere parte attiva negli eventi terrestri, diventando un istigatore e un manipolatore. Ha messo Dragon Man contro She-Hulk e Donna Cosa, e ha ottenuto campioni di cellule da Cosa e Donna Cosa. Ha osservato i Fantastici Quattro mentre combattevano contro Graviton, ed è stato testimone degli eventi di Inferno. Aron è stato a sua volta osservato da Necrodamus. Si è poi alleato con i Terribili Quattro contro i Fantastici Quattro, ma per breve tempo. Ha creato i cloni dei Fantastici Quattro e di Donna Cosa, ha imprigionato in ibernazione i veri Fantastici Quattro e i Terribili Quattro, e ha visto i loro sogni. Ha sostituito i Fantastici Quattro con i loro cloni, e li ha inviati contro l'Uomo Talpa. Aron ha continuato a progettare "avventure" per i suoi cloni, facendoli apparire come criminali. I cloni hanno combattuto contro i Vendicatori e il Dottor Strange, e alla fine sono stati sconfitti dai veri Fantastici Quattro, che si erano liberati. Aron si è quindi accontentato di guardare i sogni dei cloni.
Una volta appreso della sua disobbedienza, gli Osservatori hanno provato a portarlo in tribunale, ma Aron è riuscito a fuggire. Egli è arrivato ad odiare gli esseri umani, perché uno di loro, Dottor Destino, ha rubato una parte del suo potere cosmico. Una volta si è persino mascherato da Uatu per riuscire a manipolare i Fantastici Quattro.
Quando l'intera specie degli Osservatori rischiava di estinguersi per mano dei Celestiali, Aron ha escogitato un piano per ridurre il sistema solare terrestre o la sua galassia (la narrazione non è del tutto chiara) in un Universo tascabile, in cui voleva vivere. Comunque, il suo piano è stato sventato dal gruppo ampliato dei Fantastici Quattro e dai loro alleati, ed Aron è stato trasformato in energia da suo zio Uatu. Per questa azione, Uatu è stato privato della sua posizione di Osservatore, ma sembra (logicamente) che i suoi compagni abbiano in seguito riconsiderato i fatti e lo abbiano riabilitato. Per quanto riguarda Aron, Uatu credeva che le sue energie sarebbero servite come nucleo attorno al quale creare un nuovo "Uno", un deposito senziente delle conoscenze degli Osservatori, il cui predecessore era stato distrutto dal celestiale Exitar lo Sterminatore.

## Poteri ed abilità
Come membro degli Osservatori, il livello di Aron in quanto ad abilità fisiche e mentali è sconosciuto, e incalcolabile da un qualunque essere umano. Può manipolare l'energia cosmica in vari modi, inclusa la capacità di trasformare il suo corpo in pura energia per viaggiare attraverso l'iperspazio; può usare proiezioni di energia come forza concussiva e manipolare le molecole di qualsiasi oggetto; oltre a ciò, come abilità possiede la creazione di campi di forza, teletrasporto interdimensionale, levitazione, modificare la statura del corpo, alterazione della struttura del corpo, e potenziamento delle capacità fisiche. Inoltre è virtualmente immortale. Ha dimostrato di possedere anche poteri psionici, tra cui telepatia e manipolazione di energia. Se necessita, Aron può ricorrere ad artefatti e tecnologie aliene. Aron ha creato inoltre una speciale armatura che lo protegge dall'influenza degli altri Osservatori.